# 1-Fluorpropan
1-Fluorpropan ist eine gasförmige organisch-chemische Verbindung aus der Gruppe der Fluorkohlenwasserstoffe (FKW).

## Eigenschaften
1-Fluorpropan ist ein entzündliches Gas. Es ist schwerer als Luft und in Wasser praktisch unlöslich.